# Classics (Kenny Rogers e Dottie West)
Classics è un album in studio collaborativo del cantante statunitense Kenny Rogers e della cantante statunitense Dottie West, pubblicato nel 1979.

## Il disco
Si tratta di un disco di cover ed è inoltre il secondo disco realizzato insieme dai due artisti dopo Every Time Two Fools Collide (1978).

## Tracce
1. All I Ever Need Is You – 3:07 (Jimmy Holiday, Eddie Reeves)
2. 'Til I Can Make It on My Own – 3:17 (George Richey, Billy Sherrill, Tammy Wynette)
3. Just the Way You Are – 3:30 (Billy Joel)
4. You Needed Me – 3:08 (Randy Goodrum)
5. (Hey Won't You Play) Another Somebody Done Somebody Wrong Song – 3:07 (Larry Butler, Chips Moman)
6. Together Again – 2:53 (Buck Owens)
7. Midnight Flyer – 3:19 (Paul Craft)
8. You've Lost That Lovin' Feelin – 4:06 (Barry Mann, Phil Spector, Cynthia Weil)
9. Let's Take the Long Way Around the World – 2:55 (Archie Jordan, Naomi Martin)
10. Let It Be Me – 3:22 (Gilbert Bécaud, Mann Curtis, Pierre Delanoé)